# Sása (Revúca)
Sása (deutsch Sachsa, ungarisch Szásza) ist eine Gemeinde in der Ost-Mitte der Slowakei mit 220 Einwohnern (Stand 31. Dezember 2024), die zum Okres Revúca, einem Kreis des Banskobystrický kraj, gehört und in der traditionellen Landschaft Gemer liegt.

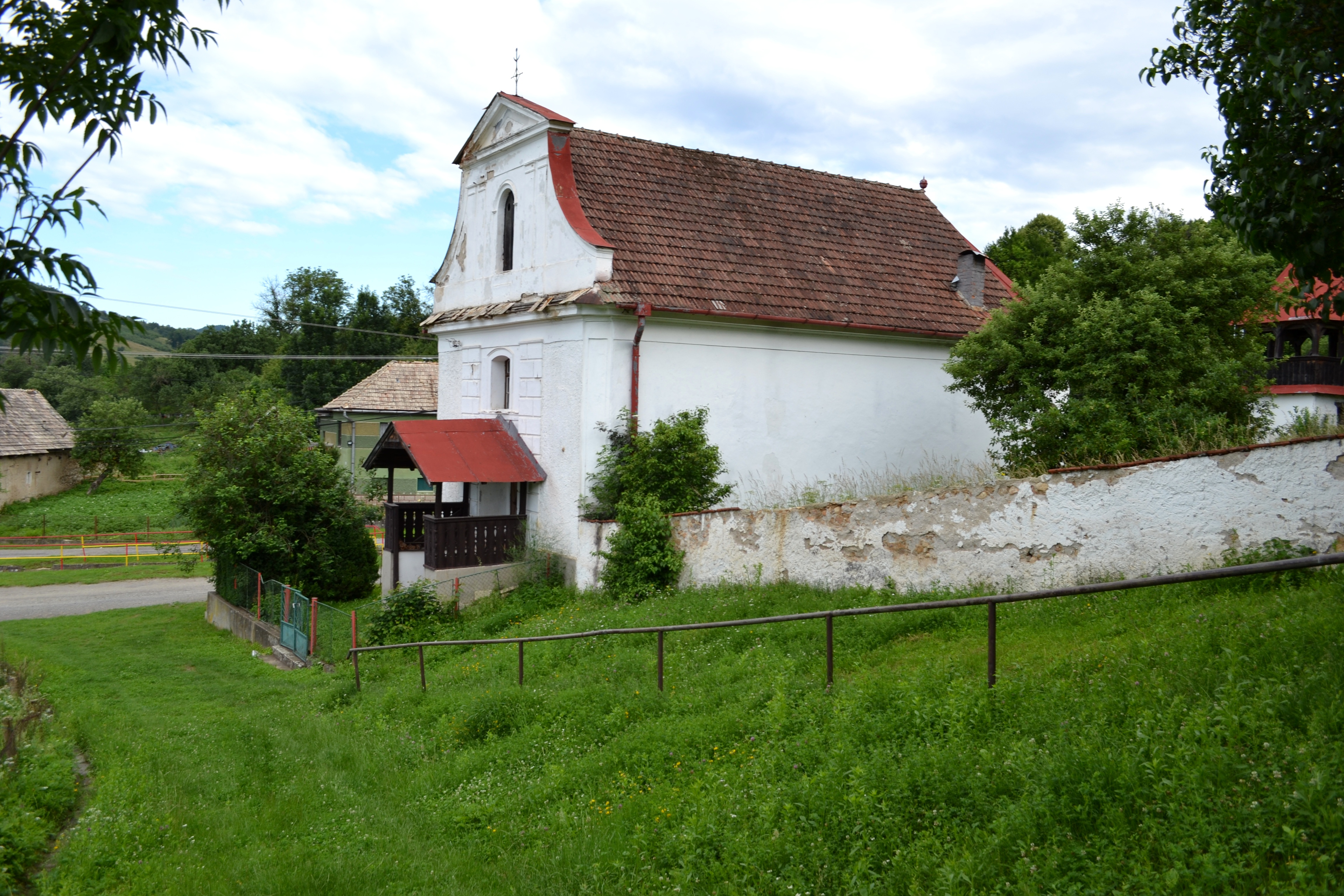
Evangelische Kirche

## Geographie
Die Gemeinde befindet sich in der Südhälfte des Slowakischen Erzgebirges, noch genauer in dessen Untereinheit Revúcka vrchovina (Bergland von Revúca), im Tal des Flusses Turiec. Das Ortszentrum liegt auf einer Höhe von 284 m n.m. und ist jeweils 28 Kilometer von Revúca und Rimavská Sobota entfernt.
Nachbargemeinden sind Ratková im Norden, Kameňany im Osten, Rybník im Südwesten und Ratkovská Lehota im Westen.

## Geschichte
Sása wurde zum ersten Mal 1266 als Zazteluk schriftlich erwähnt und trägt den Namen von Sachsen, die einst die Gegend kolonisierten. Das Dorf war Besitz von Geschlechtern wie Derencsényi, Bakos und Lórántffy und lag zuletzt im Herrschaftsgebiet der Burg Muráň. Die Einwohner waren als Hirten und Waldarbeiter, aber auch als Bergleute in umliegenden Bergwerken, Fuhrmänner, Kalkbrenner und Köhler beschäftigt.
Bis 1918 gehörte der im Komitat Gemer und Kleinhont liegende Ort zum Königreich Ungarn und kam danach zur Tschechoslowakei beziehungsweise heute Slowakei.
Von 1964 bis 1990 war Sása Teil der Nachbargemeinde Ratkovská Lehota.

## Bevölkerung
| Jahr                | 1994 | 2004    | 2014     | 2024     |
| ------------------- | ---- | ------- | -------- | -------- |
| Anzahl der Personen | 126  | 137     | 183      | 220      |
| Unterschied         |      | +8,73 % | +33,57 % | +20,21 % |

| Jahr                | 2023 | 2024    |
| ------------------- | ---- | ------- |
| Anzahl der Personen | 214  | 220     |
| Unterschied         |      | +2,80 % |

Nach der Volkszählung 2011 wohnten in Sása 178 Einwohner, davon 131 Slowaken, 23 Roma, zwei Magyaren und ein Tscheche. 21 Einwohner machten keine Angabe zur Ethnie.
94 Einwohner bekannten sich zur römisch-katholischen Kirche und 40 Einwohner zur Evangelischen Kirche A. B. 18 Einwohner waren konfessionslos und bei 26 Einwohnern wurde die Konfession nicht ermittelt.

## Bauwerke
- turmlose evangelische Toleranzkirche aus dem Jahr 1787, nach einem Brand im Jahr 1854 im klassizistischen Stil umgebaut. Aus dieser Zeit stammt der neobarocke Altar.
- Glockenturm aus dem 19. Jahrhundert

## Verkehr
Durch Sása verläuft eine Straße 3. Ordnung zwischen Ratková und Gemerská Ves. Es gibt keinen direkten Bahnanschluss.